# Ettore De Ruggiero
Ettore De Ruggiero (geboren am 20. August 1839 in Neapel; gestorben am 7. August 1926 in Rom) war ein italienischer Althistoriker, Epigraphiker und Klassischer Philologe.

## Jugend und Ausbildung
Ettore De Ruggiero, Sohn des Grundbesitzers Celestino De Ruggiero und dessen Frau Emilia Nudi, erhielt eine gute Ausbildung, in deren Verlauf er eine Vorliebe für die italienische Literatur des 14. Jahrhunderts entwickelte. Insbesondere Francesco Petrarca, über dessen Leben er bereits 1856 eine biographische Arbeit unter dem Titel Vita di messer Francesco Petrarca verfasste, beeinflusste den jungen Ettore. In Neapel begann er ein Studium der Beredsamkeit und wandte sich juristischen sowie historischen Themen zu. Prägend war seine Hinwendung zur deutschen Philosophie, unter dem Einfluss der Lektüre von Johann Gottfried Herder vor allem der Geschichtsphilosophie. In der Auseinandersetzung mit Cesare Cantùs Storia universale entwarf er seine eigene Theorie, wie man sich der Geschichte Italiens nähern sollte: einerseits durch ein Studium der zivilatorischen Errungenschaften, andererseits durch ein Studium der italienischen Beredsamkeit. Doch galt sein Interesse zeitlebens auch soziologischen Aspekten, zu denen er sich schon 1859 und 1861 in zwei Essays zu agronomischen Themen und der Agrargesetzgebung äußerte.

## Berliner Jahre
Im Jahr 1861 machte er seinen Abschluss an der Universität in Lettere und erhielt im gleichen Jahr, vermittelt von Francesco de Sanctis, ein Stipendium, um sein Studium an der Universität Berlin fortzusetzen. Hier studierte er bis 1866 bei dem Philologen August Boeckh, dem Klassischen Archäologen Eduard Gerhard und vor allem bei dem Althistoriker Theodor Mommsen. Insbesondere die kritische Lektüre antiker Texte und Textzeugnisse, wie Mommsen sie lehrte, traf bei De Ruggiero auf Widerhall. Doch führte Mommsens systematische Strenge im Umgang mit dem römischen Recht bereits während dieser Studienjahre zu einer Entfremdung, da ihm De Ruggiero seine stark historizistisch ausgeprägte Herangehensweise entgegenstellte. So vertrat der 26-jährige eine von Mommsen nicht akzeptierte Position hinsichtlich der doppelten Staatsangehörigkeit römischer Bürger.
De Ruggieros von Hegel beeinflusster Historizismus zeigte sich bereits in seiner 1863 in Berlin verfassten und 1867 in Neapel publizierten ersten Arbeit La dittatura a Roma nel periodo di transizione dalla monarchia alla repubblica („Die Diktatur in Rom in der Übergangszeit von der Monarchie zur Republik“). Hier vertrat er die Ansicht, dass in dieser Übergangszeit die Macht bei einem Diktator lag, der als „König“ mit zeitlich begrenzten Befugnissen aufzufassen sei. Überbleibsel dieser Stufe sei die Diktatur als außerordentliche Magistratur der Römischen Republik gewesen – eine These, die Mommsen strikt ablehnte.

## Rückkehr nach Italien
De Ruggiero kehrte nach Neapel zurück, wo an der Universität der Archäologe und Ausgräber Pompejis, Giuseppe Fiorelli, die Altertumswissenschaft beherrschte. De Ruggiero, der als einer der ersten in Italien einen „germanesimo culturale“, eine „deutsche Wissenschaftskultur“, wie sie sich in den großen deutschen Corpora wie dem Corpus Inscriptionum Latinarum niederschlug, vertrat, wandte sich nun dem Ausgrabungswesen zu. Als Professor für Archäologie an der Universität Neapel nahm er an den Ausgrabungen in Pompeji teil. Obwohl kein Feldarchäologe, konnte er seine breite, in Deutschland erworbene Ausbildung fruchtbar in die Auswertung der Ausgrabungsergebnisse einfließen lassen. 1872 veröffentlichte er mit La numismatica e le discipline classiche: studio critico eine kritische Auseinandersetzung mit den in Italien verbreitet von rein antiquarischen Interessen geleiteten Ansätzen italienischer Gelehrter, denen er den „germanesimo culturale“ entgegensetzte. Im gleichen Jahr erschien auch Sommario delle lezioni di archeologia – eine „Zusammenfassung des Archäologieunterrichts“, die er in Anlehnung an Karl Otfried Müllers 1830 veröffentlichtes Handbuch der Archäologie der Kunst geschrieben hatte. Mit diesem Werk bewarb er sich auch um die ordentliche Professur für Archäologie in Neapel, unterlag jedoch Giulio De Petra, der die Nachfolge Fiorellis antrat.
Ruggero Bonghi holte ihn noch 1872 an die Universität Rom, an der er 1874 ordentlicher Professor für Archäologie wurde. In Rom lehrte er zudem Epigraphik an der Scuola archeologica. Im Bestreben, die italienischen Altertumswissenschaften an die europäisch geprägten heranzuführen, wurde italienischen Wissenschaftlern, die in Deutschland studiert hatten, der Vorzug gegeben und deutsche Wissenschaftler wurden an italienische Universitäten berufen. So lehrte ab 1879 der Althistoriker Karl Julius Beloch in Rom, der Österreicher Emanuel Loewy lehrte ab 1889 als außerordentlicher Professor neben De Ruggiero Klassische Archäologie, was diesem die Freiheit verschaffte, sich seinen antiquarischen und epigraphischen Studien zuzuwenden.
Zudem konnte sich De Ruggiero einem nach dem Ende des Risorgimento drängenden Problem widmen: der Organisation und der Verwaltung der Museen. Ihm selbst wurde 1874 die Leitung des Museum Kircherianum übertragen, das er neu organisierte und dessen Bestände er in einem 1878 erschienenen Katalog publizierte. Im Anschluss wurde er Direktor des Museo Nazionale Romano, das er radikal umstrukturierte und damit die Grundlagen für dessen Präsentation bis in die Gegenwart legte. Während dieser Jahre veröffentlichte er in der Zeitschrift Nuova Antologia 1874 und 1875 bereits vier Kapitel seines Buches Studi sul diritto pubblico romano da Niebuhr a Mommsen („Studien zum öffentlichen römischen Recht von Niebuhr bis Mommsen“). Neben diesen eigenständigen Schriften verbreitete er durch Übersetzungen auch deutsche Werke, die er dadurch einem breiteren Publikum zugänglich machte und die Kenntnis moderner Geschichtsschreibung förderte: Gustav Hertzbergs Geschichte von Hellas und Rom („Storia di Roma e di Grecia“, Neapel 1884) und Mommsens fünfter Band der Römischen Geschichte: Die Provinzen von Caesar bis Diocletian („Le provincie romane da Cesare a Diocleziano del Mommsen“, Rom 1887–1890).

## Dizionario epigrafico und späte Jahre
Im Jahr 1886 nahm Ettore De Ruggiero sein umfangreichstes Publikationsvorhaben in Angriff: das enzyklopädisch ausgerichtete Dizionario epigrafico di antichità romane („Das epigraphische Wörterbuch der römischen Altertümer“). Inspiriert von August Friedrich Paulys 1837 begründeter Real-Encyclopädie der classischen Alterthumswissenschaft in alphabetischer Ordnung und Mommsens 1847 ins Leben gerufenem Corpus Inscriptionum Latinarum sollte das umfassende Wörterbuch auf der systematischen Untersuchung epigraphischer, numismatischer und papyrologischer Quellen beruhen. Unter Einbeziehung zahlreicher italienischer und ausländischer Gelehrter gelang es De Ruggiero, das Vorhaben bis zum Buchstaben „I“ zu befördern. Die bislang  letzten Faszikel zu Band 5 („Ma-Mamma“) erschienen 1997.
In seinen späten Jahren wandte sich De Ruggiero nationalistischen Ideen zu und entwickelte angesichts des Ersten Weltkriegs eine antideutsche Einstellung. In der 1917 gegründeten Zeitschrift Nuova Rivista Storica des Historikers Corrado Barbagallo publizierte er 1918 die frankophile Schrift Lo Stato e la città capitale nel mondo romano („Der Staat und die Hauptstadt in der römischen Welt“). Das letzte Werk des inzwischen völlig erblindeten Ettore De Ruggiero galt Problemen der römischen Bauverwaltung und erschien 1925: Lo Stato e le opere pubbliche in Roma antica („Der Staat und die öffentlichen Arbeiten im antiken Rom“). Am 7. August 1926 starb er in Rom. Im zu Ehren wurde der Largo Ettore De Ruggiero in Rom (Municipio Roma II) nach ihm benannt.

## Publikationen (Auswahl)
Eine Bibliographie bietet Carlo Pascal: Ettore De Ruggiero. In: Nuova Rivista Storica. Band 10, 1926, S. 581.
- La dittatura in Roma nel periodo di transizione dalla monarchia alla repubblica. Ghio, Neapel 1867.
- Il diritto di cittadinanza romana nei primi tempi dell’impero, jus originis e tribus. Ghio, Neapel 1867 (Digitalisat).
- L’antichita classica e la cultura moderna prolusione al corso di antichità romane. Giornale, Neapel 1868.
- La gens in Roma avanti la formazione del Comune. Tipografia del genio artistico, Neapel 1872.
- La numismatica e le discipline classiche. Stamperia della Regia Università, Neapel 1872.
- I bronzi figurati del museo nazionale di Napoli. Antonio Morano Librajo-Editore, Neapel 1872.
- Sommario delle lezioni d’archeologia. Stamperia della Regia Università, Neapel 1872.
- Lo stato e i monumenti dell’antichità in Italia. Regia tipografia, Rom 1874.
- Studi sul diritto pubblico romano da Niebuhr à Mommsen.  Le Monnier, Florenz 1875.
- Catalogo del museo „Kircheriano“. Teil 1a. Salviucci, Rom 1878.
- L’Arbitrato pubblico in relazioni col privato. Faksimile, Roma 1893.
- Le colonie dei romani. Premiata Tipografia dell’Umbria, Spoleto 1896.
- Il Consolato e i poteri pubblici in Roma. Loescher, Rom 1900.
- Il Foro romano. Società tipografica arpinate, Rom 1913.
- La Patria nel diritto pubblico romano. Maglione e Strini, Rom 1921.
- Lo stato e le opere pubbliche in Roma antica. Bocca, Turin 1925.